# Yarnea
Yarnea Săvinești a fost o companie producătoare de fire sintetice din România.
Este deținută de grupul italian Radici, care mai deține și FibrexNylon Săvinești.
Cifra de afaceri în 2006: 33 milioane euro
Profit net în 2006: 2,8 milioane euro